# Tenthras
Tenthras (лат.) — род усачей трибы Acanthocinini из подсемейства ламиин.

## Описание
Коренастые жуки с булавовидными бёдрам. От близких групп отличается следующими признаками: усики у обоих полов короче тела; переднегрудь с хорошо развитыми в задней трети боковыми бугорками; переднеспинка без бугорков; надкрылья без центробазального гребня или продольного валика; голени с длинной апикальной шпорой; базальные метатарсомеры длиннее двух следующих вместе.

## Классификация и распространение
Включает 2 вида. Встречаются, в том числе, в Северной и Южной Америке.
- Tenthras obliteratus Thomson, 1864
- Tenthras setosus Monné & Tavakilian, 1990